# Pilbladsmagnolia
Pilbladsmagnolia (Magnolia salicifolia) är en art i familjen magnoliaväxter och förekommer naturligt i Japan. Arten odlas ibland som trädgårdsväxt i Sverige.
Pilbladsmagnolia når efter 20 till 50 år en höjd av 12 meter. Den har stora blommor med en diameter av cirka 10 cm. Blommorna uppkommer under våren före bladen. Med undantag av bladen som har en unik form kan arten lätt förväxlas med Japansk magnolia.
Arten förekommer i låglandet och i bergstrakter upp till 2000 meter över havet. Exemplaren ingår i kyliga skogar.
Lokala populationer hotas av skogsröjningar. Hela beståndet anses vara stabilt. IUCN listar arten som livskraftig (LC).

## Synonymer
Buergeria salicifolia Sieboid & Zucc
Magnolia famasina P.Parment
Magnolia salicifolia var. concolor (Miq.) Maxim
Magnolia salicifolia f. fasciata (Millais) Rehder
Magnolia salicifolia var. fasciata Millais